# Железнодорожная катастрофа у станции Цуруми
Железнодорожная катастрофа у станции Цуруми произошла 9 ноября 1963 года между станциями Цуруми и Син-Коясу на Линии Токайдо в Йокогаме, Япония в 30 километрах от Токио, в ходе которой два пассажирских поезда столкнулись с сошедшим с рельс грузовым поездом. Погибло 162 человека и было ранено 120.

## Катастрофа
43-й вагон типа WaRa 1, шедший в сцепке с локомотивом JNR Class EF15, сошёл с рельс. Два следующих за ним вагона опрокинулись на соседний путь для пассажирских поездов. Через несколько секунд 12-вагонный электропоезд, направляющийся из Токио, столкнулся с грузовыми вагонами, и передние его три вагона, сойдя с рельс, врезались между 4-м и 5-м вагонами пассажирского поезда, следовавшего на соседнем пути из Кирухамы. В результате многократного столкновения погибло 162 человека.

## Расследование
Расследование показало, что ни скорость грузового состава (60 км/ч), ни проблемы с подвижным составом или состояние полотна на линии не могли стать причиной катастрофы. На протяжении 5 лет, с 1967 года по 1972, RTRI проводило тесты на заброшенном участке Линии Немуро (Синтоку - Ниинаи), используя похожее железнодорожное полотно и составы. Они показали, что конструкция колёсной пары, поперечного сечения рельса, износ и геометрия трека в сумме сыграли роль в сходе с рельс. В результате расследования старые методы статичного осмотра дорожного полотна были заменены на динамический осмотр и сбор информации с помощью вагонеток.